# Вордсвил (Мисури)
Вордсвил (енгл. Wardsville) град је у америчкој савезној држави Мисури.

## Демографија
По попису из 2010. године број становника је 1.506, што је 530 (54,3%) становника више него 2000. године.
| Група             | 2000.       | 2010.         |
| Белци             | 969 (99,3%) | 1.464 (97,2%) |
| Афроамериканци    | 0 (0,0%)    | 9 (0,6%)      |
| Азијати           | 0 (0,0%)    | 4 (0,3%)      |
| Хиспаноамериканци | 3 (0,3%)    | 7 (0,5%)      |
| Укупно            | 976         | 1.506         |